# Șandra, Satu Mare
Șandra (maghiară Krasznasándorfalu, colocvial Sándorfalu, germană Alexanderhausen or Schandra) este un sat în comuna Beltiug din județul Satu Mare, Transilvania, România.

## Obiectiv memorial
Groapa comună a Eroilor Români din cel De-al Doilea Război Mondial este amplasată în cimitirul romano-catolic. Are o suprafață de 18 mp. A fost executată în 1944. În cadrul acesteia sunt înhumați 19 militari români. 

 Acest articol despre o localitate din județul Satu Mare este deocamdată un ciot. Puteți ajuta Wikipedia prin completarea lui.